# Commutator (wiskunde)
In de algebra geeft een commutator aan, in welke mate de volgorde van twee elementen een rol speelt in het resultaat van een bewerking.

## Motivering
De algebra onderscheidt verschillende structuren om op een abstract niveau bewerkingen te bestuderen, naar analogie met bijvoorbeeld de optelling van getallen of de vermenigvuldiging van matrices. Een groep bestaat uit een verzameling met een binaire operatie, een bewerking op telkens twee elementen, die aan vier axioma's voldoet. Een ring is een verzameling met twee binaire operaties die samen aan een iets ingewikkelder stel voorwaarden voldoen.
Een binaire operatie heet commutatief als ze symmetrisch is, dus als het resultaat niet afhangt van de volgorde waarin de twee elementen worden uitgevoerd:
{\displaystyle a*b=b*a}
Optellen van gehele getallen is commutatief, aftrekken van gehele getallen en de vermenigvuldiging van vierkante matrices zijn dat niet.

## Definitie
De commutator {\displaystyle [g,h]} van twee elementen {\displaystyle g} en {\displaystyle h} van een groep {\displaystyle G} is gedefinieerd als:
{\displaystyle [g,h]=g^{-1}h^{-1}gh}
{\displaystyle ghg^{-1}h^{-1}} wordt soms ook als commutator gedefinieerd.
Als {\displaystyle G} een abelse groep is, dat wil zeggen als de groepsbewerking commutatief is, mogen in bovenstaande formule het derde en het vierde element van plaats verwisseld worden, en zijn alle commutatoren gelijk aan het neutrale element.

### Voorbeeld
Beschouw de groep {\displaystyle S_{3}}, de symmetrische groep, alle mogelijke permutaties, op drie elementen. De commutator van de verwisselingen {\displaystyle (12)} en {\displaystyle (13)} is
{\displaystyle (1\ 2)(1\ 3)(1\ 2)(1\ 3)=(1\ 3\ 2)(1\ 3\ 2)=(1\ 2\ 3)}

## Commutatorgroep
De commutatorogroep of commutatorondergroep van een groep {\displaystyle G} is de ondergroep die wordt voortgebracht door alle commutatoren:
{\displaystyle [G,G]=\langle \{[g,h]|g,h\in G\}\rangle }
De commutatorogroep wordt ook afgeleide ondergroep van {\displaystyle G} genoemd.
De commutatorgroep is een normaaldeler van {\displaystyle G}. De bijhorende factorgroep {\displaystyle G/[G,G]} is commutatief of abels en wordt de geabelianeerde of de abelianisering van {\displaystyle G} genoemd. De commutatorgroep is de kleinst mogelijke normaaldeler van {\displaystyle G} waarvoor de factorgroep nog abels is.

### Voorbeeld
De commutatordeelgroep van {\displaystyle S_{3}} is de alternerende groep {\displaystyle A_{3}}, die bestaat uit de even permutaties. De factorgroep is {\displaystyle C_{2}}, de cyclische groep met twee elementen.

## Definitie (ring)
Bij een ring is de eerste binaire operatie, de abstracte optelling, per definitie commutatief. Het onderscheid tussen een commutatieve en een niet-commutatieve ring ligt bij de tweede binaire operatie, de abstracte vermenigvuldiging. Voor deze tweede bewerking heeft niet ieder element een invers element. De definitie van een ringcommutator is dan ook iets anders:
{\displaystyle [g,h]=gh-hg\,}
In een commutatieve ring zijn alle commutatoren gelijk aan het neutraal element voor de optelling, meestal 0 genoteerd.

### Onderscheid tussen de twee commutatorbegrippen
Een groepscommutator en een ringcommutator mogen dan wel uitdrukking geven aan dezelfde intuïtie van de mate waarin de bewerking niet altijd commutatief is, het zijn wel degelijk verschillende wiskundige begrippen. Ze staan vaak naast elkaar beschreven en is het belangrijk het onderscheid duidelijk aan te geven. Een voorbeeld hiervan treedt op bij matrices. Inverteerbare vierkante {\displaystyle n\times n}-matrices met elementen in een lichaam of veld {\displaystyle k} vormen de groep {\displaystyle GL(n,k)} voor de matrixvermenigvuldiging, maar ze horen ook tot de ring {\displaystyle k^{n\times n}} met de bewerkingen optellen van matrices en de matrixvermenigvuldiging.
De groepscommutator van de matrices {\displaystyle \left({\begin{matrix}0&1\\1&0\end{matrix}}\right)} en {\displaystyle \left({\begin{matrix}1&2\\3&4\end{matrix}}\right)} is
{\displaystyle \left({\begin{matrix}0&1\\1&0\end{matrix}}\right)\left({\begin{matrix}-2&1\\{\frac {3}{2}}&-{\frac {1}{2}}\end{matrix}}\right)\left({\begin{matrix}0&1\\1&0\end{matrix}}\right)\left({\begin{matrix}1&2\\3&4\end{matrix}}\right)=\left({\begin{matrix}{\frac {3}{2}}&-{\frac {1}{2}}\\-2&1\end{matrix}}\right)\left({\begin{matrix}3&4\\1&2\end{matrix}}\right)=\left({\begin{matrix}4&5\\-5&6\end{matrix}}\right)}
Hun ringcommutator is daarentegen
{\displaystyle \left({\begin{matrix}0&1\\1&0\end{matrix}}\right)\left({\begin{matrix}1&2\\3&4\end{matrix}}\right)-\left({\begin{matrix}1&2\\3&4\end{matrix}}\right)\left({\begin{matrix}0&1\\1&0\end{matrix}}\right)=\left({\begin{matrix}3&4\\1&2\end{matrix}}\right)-\left({\begin{matrix}2&1\\4&3\end{matrix}}\right)=\left({\begin{matrix}1&3\\-3&-1\end{matrix}}\right)}

### Verband tussen de twee commutatorbegrippen
In de theorie van lie-groepen zijn beide commutatorbegrippen nauw met elkaar verweven. Met elke lie-groep is een abstracte lie-algebra geassocieerd. De elementen van de lie-algebra zijn de generatoren van alle eenparametrische deelgroepen van de lie-groep. Men noteert een dergelijke deelgroep met de exponentiële afbeelding:
{\displaystyle \mathbb {R} \to G:t\mapsto \exp(tA)}
Nu blijkt dat de groepscommutator van twee dergelijke eenparameter-deelgroepen tot in tweede orde wordt benaderd door de exponentiële van de lie-haak van de twee afzonderlijke generatoren:
{\displaystyle \lim _{t\to 0}{\frac {1}{t^{2}}}\left(\exp(-tA)\exp(-tB)\exp(tA)\exp(tB)-\exp(t^{2}[A,B])\right)=0}
Dit volgt onder meer uit de Baker-Campbell-Hausdorff-formule: 
{\displaystyle \ln \left(e^{-tA}e^{-tB}e^{tA}e^{tB}\right)=t^{2}[A,B]-{\frac {t^{3}}{2!}}[(A+B),[A,B]]+{\frac {t^{2}}{3!}}\left([A,[B,[B,A]]]/2+[(A+B),[(A+B),[A,B]]]\right)+\cdots .}
Als {\displaystyle G} een reële matrixgroep is, een deel-liegroep van de algemene lineaire groep {\displaystyle GL(n,\mathbb {R} )}, dan is {\displaystyle {\text{exp}}} de gebruikelijke exponentiële functie op vierkante matrices, gedefinieerd door bijvoorbeeld een machtreeks, en {\displaystyle [A,B]} de ringcommutator in de ring {\displaystyle \mathbb {R} ^{n\times n}} van de reële vierkante matrices.